# Vicente Escrivá
Vicente Escrivá Soriano (Valencia, 1º giugno 1913 – Madrid, 18 aprile 1999) è stato un regista e sceneggiatore spagnolo.
Nel 1990 il suo film Montoyas y tarantos è stato candidato al Premio Goya per il miglior film.

## Filmografia

### Regista
- El hombre de la isla (1961)
- Dulcinea incantesimo d'amore (Dulcinea) (1963)
- El golfo (1969)
- El ángel (1969)
- Marcellino e padre Johnny (Johnny Ratón) (1969)
- Sin un adiós (1970)
- Aunque la hormona se vista de seda... (1971)
- La curiosa (1973)
- Polvo eres... (1974)
- Zorrita Martínez (1975)
- Una abuelita de antes de la guerra (1975)
- La Lozana Andalusa (1976)
- El virgo de Visanteta (1979)
- Visanteta, estate queta (1979)
- Esperando a papá (1980)
- Montoyas y tarantos (1989)

### Sceneggiatore
- Beta 7 servizio politico (Murió hace quince años) di Rafael Gil (1954)
- Tuareg - Il guerriero del deserto, regia di Enzo G. Castellari (1984)